# Izumi Kimura
Izumi Kimura (japanisch 木村 泉 Kimura Izumi; * 10. März 1973 in Yokohama) ist eine japanische Konzertpianistin, die sowohl im Bereich der Neuen Musik als auch in der Improvisationsmusik und im Jazz hervorgetreten ist. Sie lebt in Irland.

## Leben und Wirken
Kimura erhielt bereits mit vier Jahren klassischen Klavierunterricht. Dann studierte sie an der Toho University of Music bei Akiko Teranishi, Akira Miyoshi und Kazuoki Fujii. Nach ihrem Abschluss 1995 wollte sie die Musik außerhalb des klassischen Bereichs erkunden und zog nach Irland, wo sie an der Royal Irish Academy of Music bei Ray Keary studierte.
Im Bereich der zeitgenössischen Musik trat Kimura mit dem RTÉ National Symphony Orchestra und dem RTÉ Concert Orchestra auf, weiterhin mit dem Crash Ensemble, Michael d’Arcy, Mia Cooper, Ken Edge, Benjamin Dwyer, John Buckley, Kevin O’Connell, Ian Wilson und Fergus Johnston. Ihr Debütalbum Asymmetry wurde bei Diatribe Records veröffentlicht und enthält Werke zeitgenössischer japanischer und irischer Komponisten, darunter Mamoru Fujieda, Takashi Yoshimatsu, Toshinao Sato, Greg Caffrey, Ronan Guilfoyle und Gerald Barry. Es erhielt sehr gute Kritiken in Irland.
Kimura arbeitete im Bereich der Improvisationsmusik mit Soloprogrammen, aber auch im Duo mit Helen O’Connell, Gerry Hemingway, Lina Andonovska und mit Cora Venus Lunny sowie im Trio mit Barry Guy und Gerry Hemingway, mit dem die Alben Illuminated Science und Six Hands Open As One entstanden. Ihre Solowerke sind auf Alben wie A Dream Within a Dream (2016), Refrains (2012) oder A Dream and Variations (2012) dokumentiert. Auch trat sie mit Musikern wie Itaru Oki, Dominique Pifarély, Benoît Delbecq, Stéphane Payen und Sarah Buechi auf.
Kimura trat auf Festivals wie RTE Living Music Festival, Boyle Arts Festival, Dublin Dance Festival, Dublin Fringe Festival, Bray Jazz Festival, Kilkenny Arts Festival, Ghent Street Festival of New Music, Artes da Irlanda in São Paulo oder dem Ad Libitum Festival in Warschau auf. Ihre Konzerte wurden von RTÉ Lyric FM, RTÉ One sowie RTÉ 2 Television übertragen.
Kimura unterrichtet zudem an der Dublin City University in den Fächern Jazz und zeitgenössische Musik.

## Diskographische Hinweise
- Asymmetry: Piano Music from Japan and Ireland (Diatribe Recordings 2010)
- Izumi Kimura, Cora Venus Lunny, Anthony Kelly: Folding (Farpoint Recordings 2021)
- Izumi Kimura, Artur Majewski, Barry Guy, Ramon Lopez: Kind of Shadow (Fundacja Słuchaj! 2022)[5]
- Il Ritorno del Angelo: Spring & Asura (Diatribe 2024, mit Barry Guy, Olesya Zdorovetska, Nick Roth)[6]
- Christy Doran & Izumi Kimura: Glacial Voyage (Between the Lines 2025)[7]